# Stanisław Stratiew
Stanisław Stratiew (bułg. Станислав Стратиев, ur. 9 września 1941 w Sofii, zm. 20 września 2000 tamże) – bułgarski dramaturg, pisarz i scenarzysta.

## Życiorys
Rozpoczął pracę jako dziennikarz jeszcze podczas studiów literatury na Uniwersytecie w Sofii. W 1974 roku napisał swoją pierwszą sztukę Rzymska łaźnia, która odniosła ogromny sukces i ponad dziesięć kolejnych sezonów była stale w repertuarze Teatru Satyry w Sofii. Następnie spod pióra Stratiewa wyszły sztuki Kurtka zamszowa Owca, Autobus i wiele innych. Sztuki teatralne Stanisława Stratijewa wystawiane są w Belgii, Czechach, Estonii, Finlandii, Francji, Niemczech, Grecji, na Węgrzech, w Irlandii, Indii, Włochach, Chinach, Polsce, Rumunii, Rosji, Szwecji, Słowacji, Syrii, Turcji, w Stanach Zjednoczonych i w innych krajach. W roku 1990 jego sztuka Życie, choć i krótkie zdobyła pierwszą nagrodę w konkursie europejskich dramatów w Mobeuge, Francja. Sztuka Po drugiej stronie zdobyła drugie miejsce w konkursie teatralnym międzynarodowego departamentu radia BBC w 1993 r. Mimo że stał się popularny przede wszystkim jako dramaturg, Stanisław Stratiew pisał też prozę, w której umiejętnie łączył satyrę społeczną z delikatnym liryzmem. Jego opowiadania i książki zostały przetłumaczone na ponad 30 języków na całym świecie. Scenariusze także przyniosły mu sukces. Film Równowaga otrzymał srebrny medal na 13 Międzynarodowym Festiwalu Filmowym w Moskwie w 1983 r., w tym samym roku film Słońce dzieciństwa otrzymał specjalną nagrodę jury na festiwalu Dziecko naszych czasów MIFED w Mediolanie. Komedia Orkiestr bez nazwy została uznana przez czytelników gazety 24 godziny w 2006 r. za najlepszy bułgarski film, zarówno jak i za ulubiony film słuchaczy radia Atlantyku w 2007 r. Od 1975 roku aż do śmierci w 2000 r., Stanisław Stratiew pracował jako dramaturg w Sofijskim Teatrze Satyry.

## Dramaty
- Rzymska łaźnia
- Owca
- Autobus
- Ragazza
- Życie, choć i krótkie
- Mamut
- Po drugiej stronie

## Scenariusze filmowe
- Krótkie słońce (1979)
- Słonce dzieciństwa (1981)
- Orkiestr bez nazwy (1982)
- Równowaga (1983)
- I Bóg zstąpił, aby nas zobaczyć (2003)

## Proza
- Szczegóły pejzażu (Krótkie słońce; Dzikie pszczoły), PIW, Klub Interesującej Książki, Warsaw, 1983, ISBN 83-06-00857-X
- Dzika kaczka wśród drzew, Czytelnik, Warsaw, 1975
- Marzenie długie na pół metra, Nasza Księgarnia, Warsaw, 1973, ISBN 83-10-07606-1